# Zöld fogatlanbéka
A zöld fogatlanbéka (Mantella viridis)   a kétéltűek (Amphibia) osztályába és  a békák (Anura) rendjébe aranybékafélék (Mantellidae) családjába tartozó faj. 

## Előfordulása
Madagaszkár endemikus faja. A sziget északi csúcsán, az Amber Forest természetvédelmi területen és a Nosy Hara szigeten, a tengerszinttől 960 m-es magasságig honos.

## Megjelenése

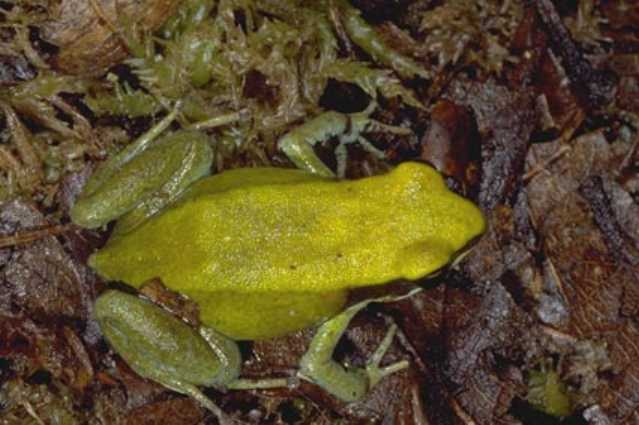

Kis méretű Mantella faj. A hímek testhossza 21–25 mm, a nőstényeké 21–30 mm. Feje, háta és oldalának hátulsó része általában világoszöldtől a sárgáig terjed. Lábainak felső része hasonló színű, sötét keresztsávok nélkül. Oldalának elülső fele fekete. Orrának hegyéig fehér vagy világoszöld csík húzódik. Íriszének felső fele arany színű. Hasi oldala fekete, kékesfehér mintázattal. Torkán jól kivehető patkó alakú minta található.

## Természetvédelmi helyzete
A vörös lista a veszélyeztetett fajok között tartja nyilván. Elterjedési területe kisebb mint 5000 km², erősen fragmentált. Élőhelyének területe folyamatosan csökken, minősége romlik. Egyetlen védett területen sem fordul elő, szükség van megmaradt élőhelyének védelmére. Kereskedelmét szabályozni kell. Számos helyen tartják fogságban, hobbiállatként.